# Schtroumpf Vert et Vert Schtroumpf
Schtroumpf Vert et Vert Schtroumpf (Em Portugal: Estrumpfe contra estrumpfe) é o nono álbum de aventura da série de histórias em quadrinhos franco-belga Les Schtroumpfs. Foi escrita e desenhada por Peyo com Yvan Delporte como co-escritor e publicada pela editora Dupuis em 1973. A história é considerada uma paródia da guerra linguística ainda em curso entre as comunidades de língua francesa e holandesa na Bélgica natal dos autores. O enredo é semelhante ao Le Schtroumpfissime, uma aventura anterior, em que a comunidade geralmente harmoniosa dos Schtroumpfs cai em desordem devido ao fracasso do La Grand Schtroumpf em exercer sua liderança.
Quando lançadas em forma de livro, as versões em francês e inglês incluíam uma série de histórias de uma página, com os Schtroumpfs realizando várias formas de esporte, do arco e flecha à pesca, com resultados cômicos.

## Título
O título significa literalmente Schtroumpf Verde e Verde Schtroumpf, pois o adjetivo em francês pode ser colocado antes e depois de um substantivo, também uma referência ao ditado belga chou vert et vert chou chou vert et vert chou, couve acesa verde e couve verde, "dois lados de a mesma moeda", por analogia, implicando que duas coisas, embora apresentadas de maneira diferente ou parecendo diferentes, sejam iguais ou semelhantes.

## Resumo de Trama
Desde o momento em que apareceram pela primeira vez em La Flûte à six trous em 1958, foi estabelecido que Les Schtroumpfs falavam na língua Schtroumpf, onde o termo "schtroumpf" era usado aparentemente aleatoriamente em seus discursos: por exemplo, "Está dando um vendaval hoje".
Agora, é revelado que existem diferenças reais na linguagem na comunidade de Schtroumpfs, de outra maneira muito homogênea: os Schtroumpfs que vivem na parte norte de sua aldeia usam o termo "Schtroumpf" como substantivo; enquanto os Schtroumpfs no sul o usam como adjetivo ou verbo.
Essa diferença de opinião é levantada quando Schtroumpf Bricoleur, um Schtroumpf do sul que é o inventor local, pede a um Schtroumpf do norte que devolva seu "abridor de Schtroumpf", mas ele não o faz com o argumento de que deveria ser chamado de "borrador de garrafas". Em vez de concordar em discordar, eles têm uma discussão cada vez mais acalorada sobre qual é o termo correto a ser usado.
Le Grand Schtroumpf está trancado em seu laboratório, tentando concluir um experimento químico difícil, o que o mantém fora de discussão. Enquanto isso, outros Schtroumpfs começam a debater a questão linguística. Eles se separam, voltando para seus próprios lados da vila, não concordando com o assunto e, como resultado, há muita tensão no ar.
Uma noite, durante uma apresentação teatral de Chapeuzinho Vermelho, a parte norte da platéia continua interrompendo os atores sulistas pelo uso da linguagem, alegando, entre outras coisas, que o título deveria ser Chapeuzinho Vermelho. As discussões e interrupções continuam a ponto de a peça irromper em uma luta total. Le Grand Schtroumpf interrompe, apontando a bobagem de lutar por uma questão de palavras. A princípio, os Schtroumpfs parecem pensar que ele está certo, mas depois começam a discutir novamente se devem "apertar os Schtroumpfs" ou "as mãos dos Schtroumpfs".
No dia seguinte, Le Grand Schtroumpf tenta aliviar a tensão insistindo para que eles joguem bola juntos de maneira amigável. A princípio, parece funcionar, mas outros Schtroumpfs assistindo ao jogo começam a se dividir ao longo das linhas linguais e os argumentos começam novamente. A tensão retorna, desta vez aparentemente para permanecer, com insultos sendo trocados e ambos os lados tentando afirmar sua indiferença e superioridade em relação ao outro.
Um Schtroumpf finalmente pinta uma linha de demarcação no meio da vila para separar os dois grupos. Isso significa que eles precisam se ater aos lados da fronteira. Em um caso, um Schtroumpf encontra sua casa marcada em dois pela linha de demarcação reta e fica quase louco, pois não consegue descobrir se é do Norte ou do Sul: por exemplo, ele cozinha um "Schtroumpf cozido" de um lado da sua casa e depois consome um "ovo Schtroumpfado" do outro.
Todo esse tempo, Le Grand Schtroumpf esteve em seu laboratório trabalhando em seu experimento - cuja natureza nunca é revelada -, mas quando ele finalmente consegue e convoca os outros Schtroumpfs a comemorar, já é tarde demais: o fusível que foi posto no ar atrás explodiu com o norte e o sul finalmente atingindo uma batalha total. Os pedidos do Le Grand Schtroumpf para que eles parem são em vão.
Em um movimento desesperado para restaurar a ordem, Le Grand Schtroumpf se volta para Gargamel, o feiticeiro maligno e inimigo jurado dos Schtroumpfs. Olhando nos olhos dele, Le Grand Schtroumpf pronuncia um feitiço que imediatamente faz com que Gargamel e ele trocem suas aparências físicas: Gargamel se torna Le Grand Schtroumpf e Le Grand Schtroumpf se torna Gargamel.
O gato de Gargamel, Azrael, fica surpreso ao ouvir a voz de seu mestre vindo do corpo de Le Grand Schtroumpf e seguir seu próprio caminho, dominado pela confusão.
Le Grand Schtroumpf (como Gargamel) e Gargamel (como Le Grand Schtroumpf) retornam à vila Schtroumpf juntos, onde a batalha ainda está em andamento. No entanto, ao ver o ataque de Gargamel, os Schtroumpfs de ambos os lados se reúnem para lutar contra seu inimigo comum. Le Grand Schtroumpf (como Gargamel) se deixa subjugar e amarrar. Ele esperava lhes ensinar uma lição de união (" Schtroumpf para todos e todos por Schtroumpf "), mas eles zombam de sua afirmação de ser o Le Grand Schtroumpf e se recusam a libertá-lo.
O verdadeiro Gargamel, no corpo de Le Grand Schtroumpf, invade o laboratório e encontra o feitiço. Assim, ele restaura a si mesmo e a Le Grand Schtroumpf em seus corpos originais, livres dos laços. Gargamel imediatamente aproveita a oportunidade para perseguir e capturar os Schtroumpfs por toda a vila e mais adiante na floresta. Mas então ele e os Schtroumpfs encontram Azrael que o ataca, pensando que ainda é Le Grand Schtroumpf no corpo de Gargamel.
Todos os Schtroumpfs escapam com sucesso das mãos de Gargamel, enquanto Gargamel (como sempre) falha em encontrar o caminho de volta para a vila. A princípio, parecia que a paz havia retornado, mas Le Grand Schtroumpf ouve outro argumento sobre se deve ser um "abridor de Schtroumpf" ou um "borrador de garrafas". Para evitar novos confrontos, ele decreta que todos os termos pronunciados de maneira diferente nos lados norte e sul da vila estão agora proibidos de usar, portanto, a partir de agora deve ser "um objeto para desaparafusar garrafas".
No entanto, os Schtroumpfs acham muito difícil usar essa nova linguagem politicamente correta, pois agora são necessárias formas de expressão muito complicadas e descritivas e estão sujeitas a diferentes interpretações, o que significa que a resolução da questão lingüística ainda está muito longe, e que as diferenças dialetais ainda persistem

## Sinopse
Schtroumpf vert et Vert Schtroumpf
Schtroumpf pede que o Schtroumpf bricoleur lhe empreste um "bouschtroumpf", ou seja, um saca - rolhas  na língua Schtroumpf. O último responde que é um "boné de Schtroumpf". Mas eles não podem concordar com a formação adequada da palavra. O que era uma simples disputa se transforma em uma guerra civil real entre "Schtroumpf do Norte" e "Schtroumpf do Sul" sobre a parte de uma frase falada ou uma palavra composta que deve ser substituída pelo termo "Schtroumpf".
Jeux olympschtroumpfs
Esta parte do álbum é feita de piadas de uma página sobre o tema do esporte. Les Schtroumpfs tentam, muitas vezes com pouco sucesso, em várias atividades, incluindo tiro com arco.
Inclui o le Schtroumpf costaud, le Schtroumpf, le Schtroumpf paresseux, le Schtroumpf musicien e le Schtroumpf paysan.

## História da publicação
Schtroumpf vert et vert Schtroumpf foi publicado originalmente nas edições 1808 a 1836 da revista Spirou em 1972e depois em livro pela Dupuis em 1973. Além do francês original, outras traduções incluem inglês (como Smurf Of One And Smurf A Dozen Of The Other), neerlandês, alemão , sueco, espanhol, italiano, dinamarquês, servo-croata, polonês, catalão e chinês.

## Questões
Nesta história, Peyo e Yvan Delporte fazem comentários políticos abertos sobre o conflito linguístico ainda em curso entre as comunidades de língua francesa e neerlandesa na Bélgica.
A história também ilustra a facilidade com que sistemas com instituições não desenvolvidas caem em desordem quando as poucas autoridades que de repente param de funcionar La Grand Schtroumpf é o único órgão regular de tomada de decisão na comunidade de Schtroumpfs e seu fracasso em se envolver no processo. debate leva à quebra de ordem, Le Schtroumpf à lunettes é a única outra figura neutra na trama, mas suas tentativas de resolver o problema com a ajuda de um livro de gramática caem em ouvidos surdos, dada a baixa opinião que os outros Schtroumpfs têm dele.